# Dyscritomyia divisa
Dyscritomyia divisa är en tvåvingeart som beskrevs av James 1981. Dyscritomyia divisa ingår i släktet Dyscritomyia och familjen spyflugor. Inga underarter finns listade i Catalogue of Life.